# Nieuport 15
El Nieuport 15 (o Nieuport XV en las fuentes contemporáneas) fue un bombardero francés de la Primera Guerra Mundial. Debido a sus decepcionantes prestaciones, el modelo fue rechazado y nunca entró en producción.

## Diseño y desarrollo
Sobreescalado desde el Nieuport 14, el nuevo bombardero fue construido en el verano de 1916, y el primer prototipo estuvo listo en noviembre del mismo año.
El Nieuport 15 era un sesquiplano de dos vanos con soportes en V y un nuevamente diseñado plano de cola, que incluía elevadores con forma de corazón. Estaba propulsado por un motor V-12 Renault 12F de 160 kW (220 hp), con radiadores modulares Hazet montados a cada lado del fuselaje.
Se encontró durante las pruebas de vuelo limitadas que los controles y el tren de aterrizaje no eran satisfactorios y los franceses abandonaron rápidamente el modelo. En diciembre de 1916 fue declarado obsoleto, pero los británicos habían mostraron algún interés y encargado 70 ejemplares; sin embargo, después de que las pruebas resultaran decepcionantes, todos los encargos fueron finalmente cancelados.

## Especificaciones
Referencia datos: History of War

### Características generales
- Tripulación: Dos
- Longitud: 9,6 m (31,5 ft)
- Envergadura: 17 m (55,8 ft)
- Superficie alar: 47,9 m² (515,1 ft²)
- Peso vacío: 1330 kg (2931,3 lb)
- Peso máximo al despegue: 1900 kg (4187,6 lb)
- Planta motriz: 1× motor lineal V12 refrigerado por agua Renault 12F.
  - Potencia: 160 kW (221 HP; 218 CV)
- Hélices: Chauvière 1665 bipala de madera de paso fijo[3]
- Diámetro de la hélice: 2,95 m

### Rendimiento
- Velocidad máxima operativa (Vno): 155 km/h (96 MPH; 84 kt)
- Alcance: 3 h
- Techo de vuelo: 4000 m (13 123 ft)
- Tiempo a altitud:  7 min 20 s a 1000 m (3280 pies)

### Armamento
- Ametralladoras: 

  - 1x Lewis de 7,7 mm flexible (en anillo Etévé) en la cabina del observador
- Bombas: 

  - 14x bomba de anilita de 120 mm (10 kg)

## Aeronaves relacionadas

### Aeronaves similares
- Bréguet XI Corsaire
- Paul Schmitt Type 7
- Voisin VII
- Airco DH.4
- Armstrong Whitworth F.K.8
- Avro 519

### Secuencias de designación
- Secuencia Numérica (interna de Nieuport): ← 12bis - 13 - 14 - 15 - 16 - 17 - 17bis →